# Intelligent dance music
Sous-genres
Glitch, ambient house, ambient techno
Genres associés
Breakcore, folktronica, microhouse
L’intelligent dance music (IDM) est un genre de musique électronique ayant émergé au début des années 1990. Il est originellement influencé par le développement de musique dance (EDM) underground comme la techno de Détroit et une variante de styles de breakbeat lancés au Royaume-Uni à cette même période,. Les origines stylistiques de l'IDM reposent plus sur l'expérimentation individualiste plutôt que par l'ajout des caractéristiques musicales associées à des genres spécifiques de musique dance. Les styles post-techno lancés au début des années 1990 sont décrits sous les termes de « art techno », « ambient techno », « intelligent techno » et « electronica ». Aux États-Unis, le terme d'electronica est souvent utilisé pour décrire un style de musique électronique downtempo ou downbeat/non-dance, mais également l'EDM.

## Terminologie
Le terme d'IDM est retracé en 1993 aux États-Unis avec la formation d'une IDM list, une liste de diffusion à l'origine créée lors d'une discussion entre musiciens britanniques, en particulier ceux ayant participé en 1992 à la compilation Artificial Intelligence publiée par le label Warp Records.
Le terme d'« intelligent dance music » est sujet à polémique chez des musiciens tels qu'Aphex Twin qui le trouvent péjoratif par rapport au nom des autres genres de musique dance, et son usage est considéré par des musiciens tels que Mike Paradinas comme uniquement limité aux États-Unis,. AllMusic décrit le terme IDM comme « un terme débile destiné à distinguer la musique électronique des années '90, puis plus tard à définir une musique qui se joue aussi bien dans les clubs qu'à la maison. » En 2014, le critique musical Sasha Frere-Jones note le terme comme « largement vilipendé, mais toujours d'actualité. » Il considère que les musiciens et groupes britanniques, comme Aphex Twin et Autechre respectivement, ont principalement contribué à l'évolution du genre.

## Histoire

### Ambient techno
À la fin des années 1980, à la croisée des scènes acid house et des premières scènes rave, des groupes britanniques tels que The Orb et The KLF produisent de l'ambient house, un genre mêlant musique house (en particulier acid house) et ambient. À tort, le terme d'« ambient house » est souvent associé à la dance de l'époque considérée comme calme. Une progression parallèle se déroule dans la scène musicale techno, lorsque des musiciens comme Aphex Twin (Royaume-Uni) et Tetsu Inoue (en) (Japon) se lancent dans la production d'une musique que la presse spécialisée appelle « ambient techno », mêlant les éléments mélodiques et rythmiques de techno orientée dancefloor et les éléments d'ambient et autre musique expérimentale. Au début des années 1990, la musique devenue significativement distincte se popularise grâce à des labels comme Warp Records (1989), Black Dog Productions (1989), R&S Records (1989), Planet E de Carl Craig, Rising High Records (1991), Rephlex Records de Richard James (1991), Applied Rhythmic Technology de Kirk Degiorgio (1991), Eevo Lute Muzique (1991), General Production Recordings (1989), Soma Quality Recordings (1991), Peacefrog Records (1991), et Metamorphic Recordings (1992).

### Intelligent techno et electronica
En juillet 1992, le label Warp Records fait paraître Artificial Intelligence, le premier album de la série de compilations homonymes. Sous-titrée electronic listening music from Warp, la collection se compose de groupes et musiciens comme Autechre, B12, The Black Dog, Aphex Twin et The Orb, sous une variante de surnoms,. Steve Beckett, copropriétaire de Warp, explique que la musique électronique publiée par le label ciblait principalement le public post-club ou domestique,. Après le succès de la série Artificial Intelligence, l'« intelligent techno » devient le terme le plus utilisé, bien que ambient — sans suffixe qualificatif house ou techno, mais servant quand même à décrire une forme hybride — soit un synonyme commun.
À la même période (1992–1993), d'autres noms comme « art techno », « armchair techno », et « electronica » deviennent d'usage courant, mais tous tentent de décrire un genre musical dérivé de l'EDM ciblant les « sédentaires ». En ce temps, le marché britannique devient saturé par la sortie d'albums techno hardcore orientée breakbeat. Le mot « rave » devient une « insulte » mais également un terme alternatif décrivant les nightclubs londoniens jouant de la techno dite « intelligente » ou « pure » faisant appel à un public ciblé qui considère la musique hardcore devenue trop commerciale. En 1993, un nombre de labels catégorisés « techno intelligente » et « electronica » se créent, comme New Electronica, Mille Plateaux, 100% Pure, et Ferox Records.

### IDM List

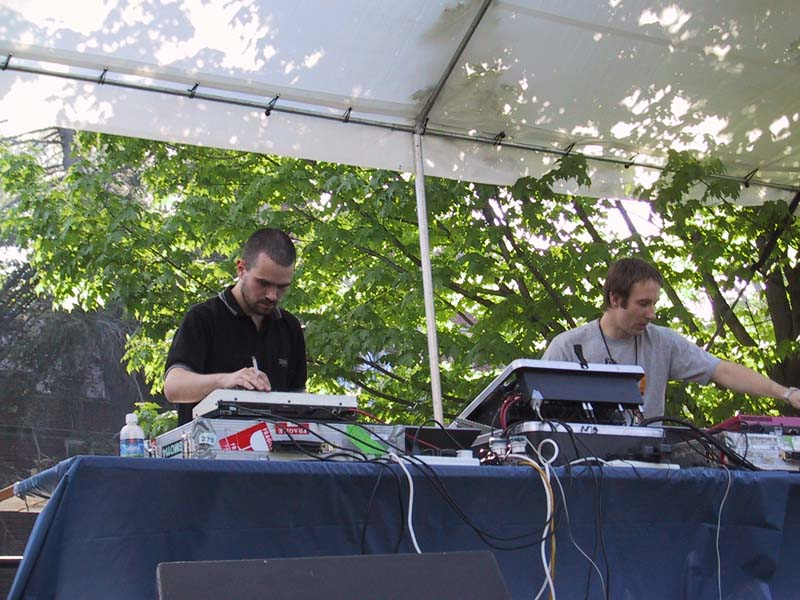
Autechre, groupe notable associé à l'IDM.

En novembre 1991, la phrase « techno intelligente » (intelligent techno) fait son apparition sur Usenet pour décrire l'EP du groupe Coil intitulée The Snow. Hors Internet, la même phrase fait son apparition dans la presse musicale britannique et américaine à la fin de 1992, pour décrire Tales from a Danceographic Ocean de Jam & Spoon et la musique de The Future Sound of London,. La phrase apparait encore sur Usenet en avril 1993 pour décrire l'album Bytes de Black Dog.
L'usage courant de tels termes par les internautes s'effectue en août 1993, lorsqu'Alan Parry annonce l'existence d'une nouvelle liste de diffusion dans une discussion concernant la dance « intelligente » : l'Intelligent Dance Music list, ou IDM List pour raccourcir,. Le premier message, posté le 1er août 1993, est intitulé Can Dumb People Enjoy IDM, Too?. Un message de l'administrateur, Brian Behlendorf, révèle que Parry voulait à l'origine créer une liste dévouée à une discussion concernant le label Rephlex. Lui et Parry choisissent le mot « intelligent » car étant déjà paru sur la compilation Artificial Intelligence et parce qu'il va, selon eux, au-delà de la musique dance, et s'ouvre donc au débat. Des musiciens et groupes ayant participé à la discussion incluent Autechre, Atom Heart, LFO, et des musiciens et groupes du label Rephlex Records comme Aphex Twin, µ-ziq et Luke Vibert ; en plus de groupes comme The Orb, Richard H. Kirk et The Future Sound of London, et System 7, William Orbit, Sabres of Paradise, Orbital, Plastikman et Björk.

### Scène internationale
Au milieu des années 1990, le public nord-américain accueille l'IDM, et la plupart des labels IDM comme Drop Beat, C418, Isophlux, Suction, Schematic et Cytrax sont lancés. À Miami, des labels comme Schematic, Merck Records, Nophi Recordings et The Beta Bodega Coalition font paraître les œuvres musicales de groupes et musiciens comme Phoenecia, Dino Felipe, Machinedrum et Proem. En parallèle, la scène de Chicago/Milwaukee commence à émerger grâce à des labels comme Addict, Chocolate Industries, Hefty et Zod, publiant des groupes et musiciens comme Doormouse, TRS-80 et Emotional Joystick. Tigerbeat 6, un label situé à San Francisco publie des artistes IDM comme Cex, Kid 606 et Kevin Blechdom. Les groupes et musiciens contemporains d'IDM sont notamment Team Doyobi, Himuro Yoshiteru, Kettel (nl), Ochre, Marumari (en), Benn Jordan, Proem, Lackluster (en), Arovane, Ulrich Schnauss (en), et Wisp.